# عظاءة الأورال
عظاءة الأورال (الاسم العلمي:†Uralosaurus) هي جنس منقرض من الزواحف شبيهة الأركوصورات يتبع فصيلة التماسيح الحمراء. معروفة من منتصف الثلاثي (مرحلة الأنيسي) من تشكيل دونغوز من جنوب شرق روسيا الأوروبية. يحتوي على نوع واحد عظاءة الأورال الكبيرة Uralosaurus magnus. تم تسمية الجنس من قبل فيتالي جورجيفيتش أوشيف Vitalii Georgievich Ochev في عام 1980 كنوع من التمساح الأحمر معروف أيضًا من العصر الثلاثي في إفريقيا وإعادة تعيينه إلى جنسه الخاص بواسطة أندريا سينيكوف في عام 1995.